# Helia cymansis
Helia cymansis är en fjärilsart som beskrevs av George Francis Hampson 1924. Helia cymansis ingår i släktet Helia och familjen nattflyn. Inga underarter finns listade i Catalogue of Life.